# Mygale
Mygale is een Franse raceautofabrikant. Het bedrijf maakt de chassis voor auto's in onder andere de Formule Ford, de Formule Renault 2.0 en de Porsche Supercup. 

## Formule Ford
Mygale bouwt al lange tijd chassis voor de volgende teams: Vuik Racing, Johns Racing, KTG Racing, Geva Racing en Stuart Racing. Het is de populairste fabrikant in de Nederlandse Formule Ford. Het heeft al diverse successen behaald. Momenteel rijden de Formule Ford rijders in de SJ00, SJ01, SJ04 en de SJ07. 